# Félènga
Félènga är en ort i Burkina Faso.   Den ligger i provinsen Province du Bam och regionen Centre-Nord, i den centrala delen av landet, 160 km norr om huvudstaden Ouagadougou. Félènga ligger 341 meter över havet och antalet invånare är 428.
Terrängen runt Félènga är mycket platt. Runt Félènga är det ganska tätbefolkat, med 52 invånare per kvadratkilometer.. Närmaste större samhälle är Gondékoubé, 13,6 km sydväst om Félènga.
Trakten runt Félènga består i huvudsak av gräsmarker.